# Кагальницький район
Кагальницький райо́н (рос. Кагальницкий район) — район у західній частині Ростовської області Російської Федерації. Адміністративний центр — станиця Кагальницька.

## Географія
Район розташований у південно-західній частині області. На заході межує із Азовським районом, на півночі — із Аксайським та Багаєвським, на сході — із Зерноградським районами, на півдні — із Краснодарським краєм.

## Історія
Кагальницький район був утворений 18 січня 1935 року у зв'язку з розукрупнення районів Азово-Чорноморського краю. 1963 року район був ліквідований, а його територія передана до складу Зерноградського району. 20 жовтня 1980 року район був поновлений у свої колишніх межах.

## Населення
Населення району становить 29859 осіб (2013; 30489 в 2010).

## Адміністративний поділ
Район адміністративно поділяється на 8 сільських поселень, які об'єднують 40 сільських населених пунктів:
| Поселення                             | Площа, км² | Населення, осіб (2010) | Центр             | Населені пункти |
| ------------------------------------- | ---------- | ---------------------- | ----------------- | --------------- |
| Іваново-Шамшевське сільське поселення | -          | 1969                   | Василево-Шамшево  | 12              |
| Кагальницьке сільське поселення       | -          | 7644                   | Кагальницька      | 3               |
| Калінінське міське поселення          | -          | 1866                   | Дворіч'є          | 4               |
| Кіровське сільське поселення          | -          | 7438                   | Кіровська         | 7               |
| Мокробатайське сільське поселення     | -          | 2404                   | Мокрий Батай      | 3               |
| Новобатайське сільське поселення      | -          | 6224                   | Новобатайськ      | 2               |
| Родниковське сільське поселення       | -          | 1757                   | Жуково-Татарський | 5               |
| Хомутовське сільське поселення        | -          | 1187                   | Хомутовська       | 4               |

### Найбільші населені пункти
| №  | Населений пункт   | Населення, осіб (2010) |
| -- | ----------------- | ---------------------- |
| 1  | Кагальницька      | 6 831                  |
| 2  | Кіровська         | 5 760                  |
| 3  | Новобатайськ      | 5 340                  |
| 4  | Мокрий Батай      | 2 089                  |
| 5  | Дворіч'є          | 1 388                  |
| 6  | Воронцовка        | 884                    |
| 7  | Хомутовка         | 849                    |
| 8  | Ніколаєвський     | 814                    |
| 9  | Жуково-Татарський | 780                    |
| 10 | Малиновка         | 571                    |

## Економіка
Район в основному сільськогосподарський, тут розвинене вирощування зернових та м'ясне тваринництво. У аграрному секторі працюють 13 колективних та понад 650 фермерських господарств. Серед промислових підприємств діють підприємства з переробки сільськогосподарської продукції — молокозавод, хлібокомбінат, м'ясокомбінат, макаронний цех та 8 олієнь.